# Kanato karajánida
El Kanato karajánida (en persa: قراخانیان‎, romanizado: Qarākhāniyān; en chino tradicional, 喀喇汗國; pinyin, Kālā Hánguó), también conocido como los karajánidas, karajaníes, qarajánidas o ilekjaníes o los afrasiábidas (en persa: آل افراسیاب‎, romanizado: Āl-i Afrāsiyāb, lit. 'Casa de Afrasiab') fueron un kanato túrquico-carluco que reinó en Asia Central desde el siglo IX hasta principios del siglo XIII. Los nombres dinásticos de karajánidas e ilekjaníes hacen referencia a títulos reales, siendo Kara Khagan el título turco más importante hasta el final de la dinastía.
El kanato conquistó Transoxiana en Asia Central y la gobernó de forma independiente entre 999 y 1089. Su llegada a Transoxiana marcó un cambio definitivo del predominio iraní al turco en Asia Central, Sin embargo, los karajánidas asimilaron gradualmente la cultura musulmana persa-árabe, conservando al mismo tiempo parte de su cultura turca nativa. El kanato se dividió en los kanatos oriental y occidental en la década de 1040. A finales del siglo XI, quedaron bajo la suzeranía del Imperio selyúcida, seguido por el kanato de Jara-Jitai (dinastía Liao Occidental), que derrotaron a los selyúcidas en la batalla de Qatwan en 1141. El kanato oriental terminó en 1211, y el occidental fue extinguido por el Imperio jorezmita en 1212.

## Etimología
El término karajánida se deriva de Qara Khan o Qara Khaqan (en persa: قراخان‎, romanizado: Qarākhān), el título más importante de los gobernantes de la dinastía. La palabra "kara" significa "negro" y también "valiente" del turco antiguo (𐰴𐰺𐰀), y kan significa gobernante. El término fue acuñado por orientalistas europeos en el siglo XIX para describir tanto a la dinastía como a los turcos gobernados por ella.

## Historia

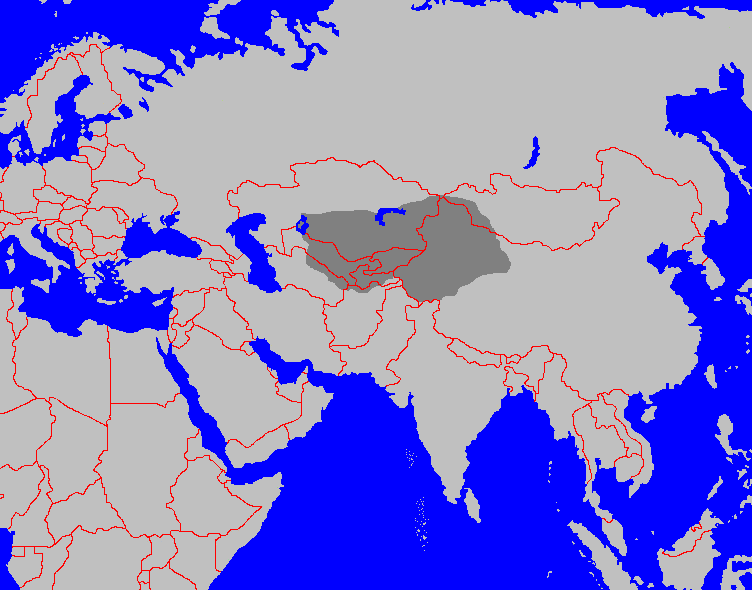
El reino de los karajánidas.

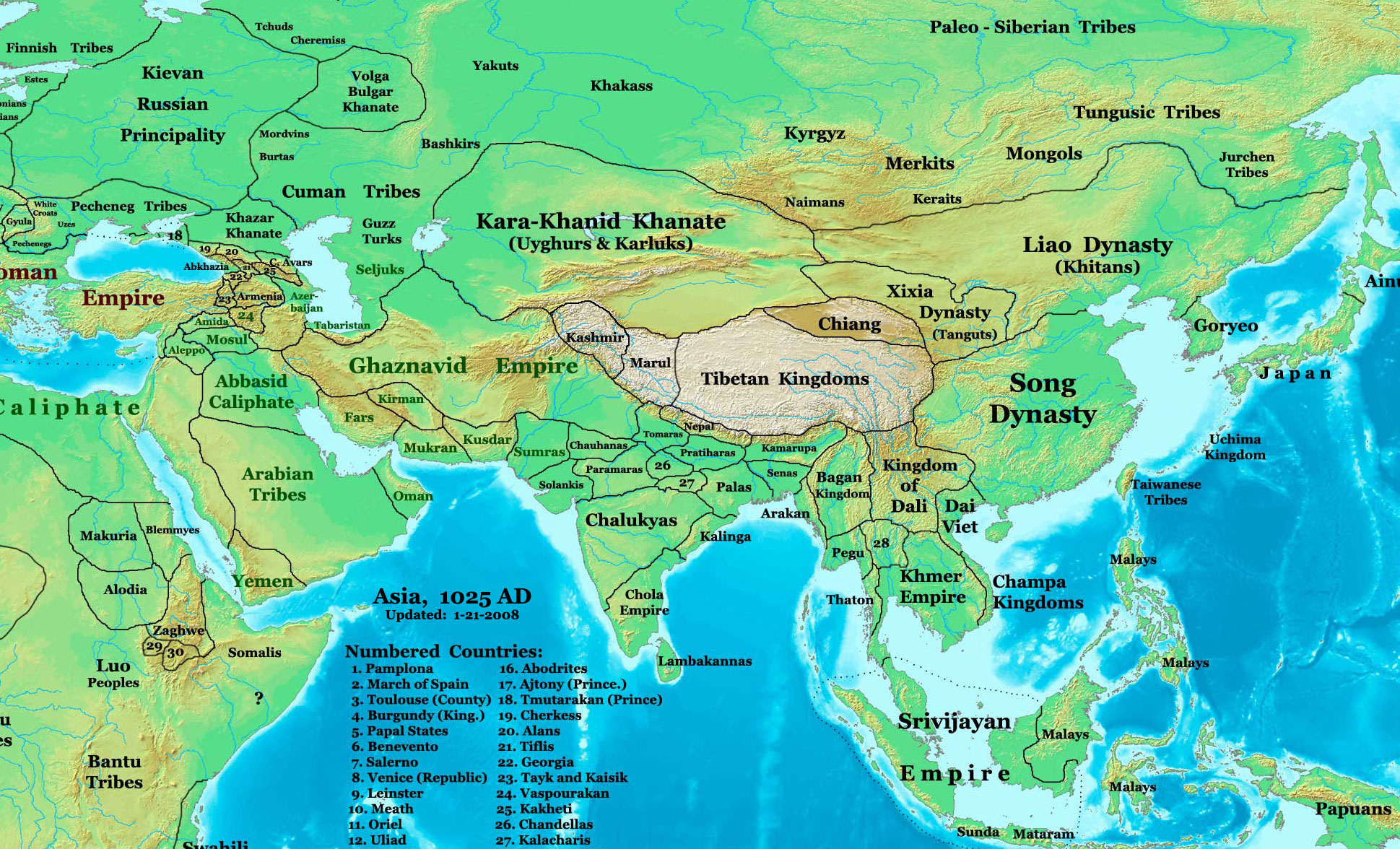
Estados de Asia hacia 1025

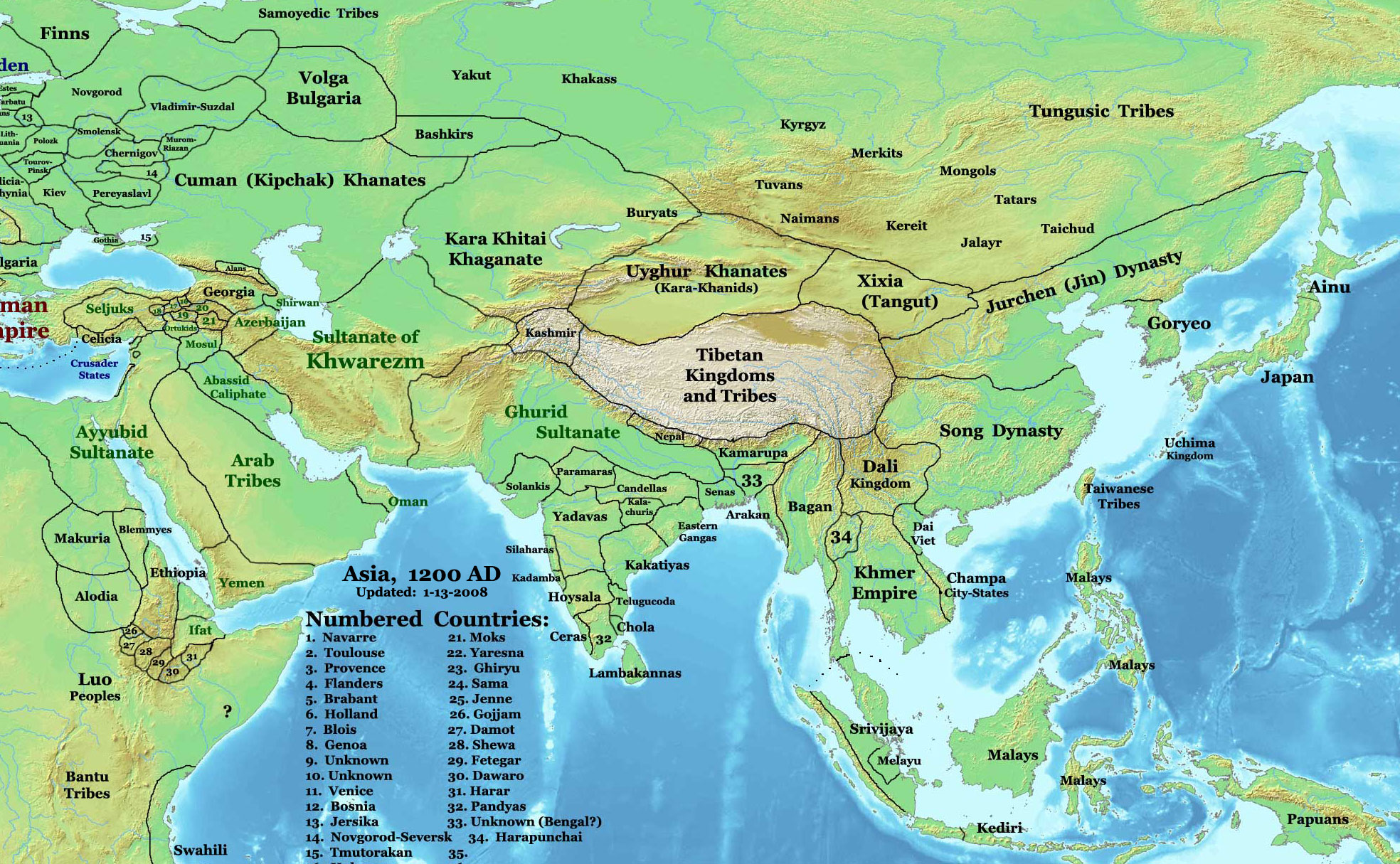
Estados de Asia hacia 1200

Los karajánidas provenían del pueblo de los carlucos que, en el siglo VIII, formaron parte del kanato uigur de Mongolia y se instalaron en Kasgar.
En 840 los carlucos unidos a los karajánidas lograron su independencia respecto de los uigures y, desde el 850 tuvieron como primer príncipe a Kul-Bilge Qara-Khan, que reinó desde 850 al 880.
El reino de los karajánidas constituía, según las antiguas tradiciones turcas, un doble janato: en el este gobernaba el gran jan que residía en Kara Ordu, y en el oeste, otro jan instalado en Kuz Ordu. Este reino dirigía, formalmente, a varios pueblos turcos que eran fracciones de otros pueblos turcos, entre ellos los basmil, tcharuk, on-oq, turgech, tabghtch y tchigil.
En 920, los karajánidas encabezados por Satuq Bughara Qara-Khan ‘Abd al-Karim (reinó 950-956) se convirtieron, colectivamente, al islam. Bajo el reinado de Harun I (982-993), los karajánidas tomaron Bujará a los samánidas. Durante el reinado de sus sucesores terminaron la conquista de Transoxiana y lograron la retirada de los samánidas hasta 999.
Los gaznávidas de origen esclavo turco les impidieron extender su autoridad por el Jorasán persa. Después de su derrota frente a los selyúcidas (un clan Oghuz) (1040), estos últimos fueron los adversarios más peligrosos para los karajánidas.
El reino se dividió definitivamente en el 1041 en dos: un reino occidental y otro oriental.

## El reino occidental
En el reino occidental (Transoxiana), cuya capital era Bujará, sustituida en 1042 por Samarcanda, vivió, bajo el reinado de Ibrahim I (1038-1067), y de Nasr I (1067-1080) una situación estable que fomentó el comercio con China a través de la Ruta de la Seda consiguiendo una consistente economía.
En esta época los ataques de los selyúcidas pudieron ser repelidos pero, en 1089 los selyúcidas vencieron a los karajánidas del reino occidental gobernado por Áhmad I (1081-1095) y ocuparon Bujará y Samarcanda. Áhmad I no pudo asegurar su poder con el consentimiento de los selyúcidas, ni el reconocimiento de su soberanía. Los kanes del reino occidental fueron, desde ese momento, entronizados o depuestos por los selyúcidas. Pese a esta sumisión los karajánidas de Transoxiana pudieron desarrollar una intensa actividad arquitectónica. Bajo el gobierno de Mohammad Arslán Khan (1102-1130), erigieron, entre otros, el Minarete de Kalyán y la ciudadela de Bujará. En 1141, los karajánidas tuvieron que reconocer la soberanía de los Kara-Kitai y, a partir de 1180 la de los Jorezmitas. Estos últimos depusieron en 1212 al último jan de los karajánidas Ulugh Sultan Uthman (1200-1212).

## El reino oriental
El reino oriental Kasgar pudo, asimismo, afirmar su posición pese a la división producida. Al igual que en el reino occidental, después de una situación estable durante el reinado de Abu Chudja Arslan (1032-1057) y de Tughril I (1056-1075), Harun II (1075-1102), tuvo que reconocer la soberanía de los selyúcidas, aunque éstos no pudieron ejercer tanto predominio como en el reino occidental. En esta época, Balasagun, residencia del rey oriental, fue un centro de cultura turco-musulmana. Se editaron, entre otros, el “espejo del príncipe” turco, el Qutadghu, de Yusuf Khass Hadjib y una enciclopedia turca, el Diwán lughât at-Turk ("Recopilación de lenguas turcas") de Mahmud Kashgari.
Pero la decadencia del reino oriental empezó en 1128 cuando los Kara-Khitans fueron requeridos por el país para combatir a los nómadas sublevados. Estos derrotaron a los karajánidas y ocuparon muchas zonas del país, el reino oriental sólo pudo mantenerse alrededor de Kashgar de donde fueron expulsados en 1211 por los jorezmitas.

## Lista de los reyes karajánidas hasta 1040
- Kül-Bilge Qara-Jan (850-880)
- Kazir Jan (880?-910)
- Satuq Bughra Qara-Jan 'Abd al-Karim (920-956), convertido al islam.
- Musa Bughra Jan (956-958)
- Sulaymán I Arslan Jan (958-970?)
- 'Ali Arslan Jan (970-998)
- Áhmad I Arslan Toghan Jan (998-1017)
- Mansur Arslan Jan (1017-1024)
- Áhmad II Toghan Jan (1024-1026)
- Yúsuf I Qadir Jan (1026-1032)
- Sulaymán II Arslan Jan (1032-1040; 1040-1056 Khagan del reino oriental)

A partir de 1040, se formaron tres líneas paralelas de la dinastía
- Kuz Ordu y Kashgar (reino oriental),
- Bujará y Samarcanda (reino occidental) y
- el pequeño janato de Ferganá.

### Reino occidental (Transoxiana)
- Muhámmad I ‘Ayn ad-Dawla (1041-1052)
- Ibrahim I Böritigin Tamghach Jan (1052-1068)
- Nasr I (1068-1080), en el poder cuando Omar Khayyam se fue a Samarcanda (1072-1074)
- Khidr (1080-1081)
- Áhmad I (1081-1089)
- Masud I (1089-1095) (siendo vasallo de los sultanes selyúcidas Malik Shah I,  Mahmud I y Barkyaruk)
- Sulaymán (1095-1097) (siendo vasallo del sultán selyúcida Barkyaruk)
- Mahmud I (1097-1099) (siendo vasallo del sultán selyúcida Barkyaruk)
- Jibrail (1099-1102) (siendo vasallo del sultán selyúcida Barkyaruk)
- Muhámmad II (1102-1129) (siendo vasallo de los sultanes selyúcidas Barkyaruk, Malik Shah II, Muhámmad I Tapar y Ahmad Sanjar)
- Nasr II (1129-1129) (siendo vasallo del sultán selyúcida Ahmad Sanjar)
- Áhmad II (1129-1130) (siendo vasallo del sultán selyúcida Ahmad Sanjar)
- Hasan (1130-1132) (siendo vasallo del sultán selyúcida Ahmad Sanjar)
- Ibrahim II (1132-1132) (siendo vasallo del sultán selyúcida Ahmad Sanjar)
- Mahmud II (1132-1141) (siendo vasallo del sultán selyúcida Ahmad Sanjar)
- Ibrahim III (1141-1156) (siendo vasallo de los kanes de Jara-Jitai, Xiao Tabuyan y Yelü Yilie)
- Alí (1156-1161) (siendo vasallo del kan de Jara-Jitai, Yelü Yilie)
- Masud II (1161-1178) (siendo vasallo de los kanes de Jara-Jitai, Yelü Yilie y Yelü Pusuwan)
- Ibrahim IV (1178- ?) (siendo vasallo del kan de Jara-Jitai, Yelü Zhilugu)
- Ulugh Sultán Uthmán (1200-1212) (siendo vasallo de los kanes de Jara-Jitai, Yelü Zhilugu y Kuchlug), asesinado por los Shah Jorezmitas

### Reino oriental (Kasgar)
- Sulayman II Arslan Jan (1032-1040 en todo el reino; 1040-1056 jagan del reino oriental)
- Muhámmad I (1056-1057)
- Ibrahim I (1057-1059)
- Mahmud (1059-1074)
- Úmar (1074-1075)
- Hasan o Harún (1075-1103) (siendo vasallo de los sultanes selyúcidas Malik Shah I,  Mahmud I y Barkyaruk)
- Áhmad o Harún (1103-1128) (siendo vasallo de los sultanes selyúcidas Barkyaruk, Malik Shah II, Muhámmad I Tapar y Ahmad Sanjar)
- Ibrahim II (1128-1158) (siendo vasallo del sultán selyúcida Ahmad Sanjar y de los kanes de Jara-Jitai, Xiao Tabuyan y Yelü Yilie)
- Muhámmad II (1158-?) (siendo vasallo de los kanes de Jara-Jitai, Yelü Yilie y Yelü Pusuwan)
- Yúsuf II (?- ?) (siendo vasallo del kan de Jara-Jitai, Yelü Zhilugu)
- Muhámmad III (?-1211) (siendo vasallo del kan de Jara-Jitai, Yelü Zhilugu), expulsado por los jorezmitas.